# Uruguayfloden
Uruguayfloden (portugisiska Rio Uruguai,  spanska Río Uruguay) är en 1 600 km lång flod i östra Sydamerika som har sina källor i bergskedjan Serra do Mar nära den brasilianska kusten. Floden rinner i en båge mot väster och sedan söderut, och bildar först gräns mellan Argentina och Brasilien och sedan mellan Argentina och staten Uruguay. Rio Uruguay har sitt utlopp i Río de la Plata och dess avrinningsområde är 365 000 kvadratkilometer.
Viktigaste biflod är Pelotas. Uruguayfloden är en betydande transportled upp till Paysandú. Den mellersta och övre delen av floden innehåller många forsar och har kraftstationen Salto Grande, som är ett samarbetsprojekt mellan Argentina (60 %-andel) och Uruguay (40 %-andel). Dammen ligger cirka 15 km norr om städerna Salto och Concordia.